# Rue du Vieux Moulin
 (août 2025).
Motif : Rue sans notoriété évidente. Sources secondaires semblent absentes.
- Archive Wikiwix
- Bing
- Cairn
- DuckDuckGo
- E. Universalis
- Gallica
- Google
- G. Books
- G. News
- G. Scholar
- Persée
- Qwant
- (zh) Baidu
- (ru) Yandex
- (wd) trouver des œuvres sur Wikidata

| 1. | Préciser le motif de la pose du bandeau. | Précisez le motif de la pose du bandeau en utilisant la syntaxe suivante : {{admissibilité à vérifier\|date=août 2025\|motif=remplacez ce texte par le motif}}                           |
| 2. | Informer les utilisateurs concernés.     | Pensez à avertir le créateur de l'article, par exemple, en insérant le code ci-dessous sur sa page de discussion : {{subst:avertissement admissibilité à vérifier\|Rue du Vieux Moulin}} |

 (août 2025).
Si vous disposez d'ouvrages ou d'articles de référence ou si vous connaissez des sites web de qualité traitant du thème abordé ici, merci de compléter l'article en donnant les références utiles à sa vérifiabilité et en les liant à la section « Notes et références ».
La rue du Vieux Moulin (en néerlandais: Oude Molenstraat) est une rue bruxelloise de la commune d'Auderghem qui relie la chaussée de Wavre au domaine du Château de Val Duchesse sur une longueur de 460 mètres.

## Historique et description
Ce chemin menait du couvent de Valduchesse à l’ancienne route de Bruxelles, par la rive droite de la Woluwe. Il est probablement un des plus anciens d’Auderghem.
Sur la carte de Van Werden (1659) et celle de de Ferraris (1771), il passait par l’avenue Valduchesse, le carrefour Sainte-Anne, le chemin de Putdael actuels pour aboutir à Woluwe-Saint-Pierre.
Dans l’Atlas des Communications Vicinales (1843), la rue du Vieux Moulin constitue le premier tronçon du chemin n° 7, portant le nom Puttestraet. À l'endroit du moulin, le chemin n° 7 fut aussi nommé rue du Moulin.
Tout au long des siècles, à proximité du prieuré et du vieux moulin, le long du chemin s’était formée une communauté de villageois. Ce fut le chemin villageois le plus important eu égard à la concentration des maisonnettes le long du ruisseau de la Woluwe. On trouva à un bout de la rue le couvent et la chapelle et à l'autre le moulin à eau ainsi que le cœur d'Auderghem avec un nœud de routes partant vers Bruxelles, Tervuren, Jezus-Eik et Boitsfort. En 1863, la rue comptait 30 % de la population totale et 78 immeubles.
Le 13 août 1882, l’appellation rue du Moulin fut confirmée par le collège échevinal.
En 1902, Charles Waucquez reconstruisit l'ancien château Sainte-Anne le long de cette voie.
Le 1er janvier 1917, le nom changea en rue du Vieux Moulin pour éliminer des doublons en Agglomération bruxelloise.
Le 17 août 1934, le collège voulut à nouveau changer le nom de la rue en rue Henri Strauven, dans le but d’éviter les confusions avec la rue du Moulin à Papier. Mais les riverains s'avèrent fort attachés aux valeurs de l’histoire locale de leur environnement et exigèrent du conseil de ne pas toucher au nom de leur rue, ce qui fut accordé.

### Le Moulin à Eau
À la fin du XIIIe siècle, près de l’actuelle chaussée de Wavre, un moulin à eau fut construit pour le prieuré de Valduchesse. Le nom actuel de la rue rappelle ce moulin. Durant cinq cents ans, le couvent l’a exploité en le louant aux meuniers qui venaient y moudre le grain des fermiers des alentours. Le couvent en resta propriétaire jusqu’en 1797, lorsque les biens des Dames Blanches furent mis en vente publique par les Domaines Nationaux de la République française et le moulin connut, par la suite, plusieurs propriétaires.
Lors de ces enchères, sept ex-sœurs du couvent achetèrent diverses parties du prieuré, dont le moulin.
En 1803, le rentier Jean-Pierre Colin racheta à chacune des ex-sœurs les parts du bien qu’elles détenaient en leur versant une rente à vie. À sa mort, le moulin est à nouveau vendu.
De 1841 à 1881, il tombe entre les mains de Pierre-Antoine Van Hove, meunier à Woluwe-Saint-Lambert.
De 1881 à 1910, Jean-Baptiste Michiels en fut propriétaire.
Il est suivi par Jean-Baptiste Louis Crollen, un entrepreneur de Boitsfort. On moudra du grain au moulin jusqu’en 1918, après quoi, il est définitivement hors service.
De 1924 à 1939, Joseph et Gustave Demey en deviennent les nouveaux propriétaires.
Henri Bassem, un plombier d'Auderghem, acquit le moulin et essaya d’en utiliser la force motrice pour produire de l’électricité. L’irrégularité du débit fit échec à cette tentative.
Après 1945, les bâtiments changèrent encore quelquefois de mains pour devenir enfin la propriété du boucher Luppens.
Les restes du moulin furent démolis aux environs de 1967 pour faire place à des immeubles à appartements.
Après la Seconde Guerre mondiale, le vieux moulin inspira le nom d’un groupe folklorique très populaire Les Meuniers d’Auderghem (les Boerkens van Oudergem). La plupart des familles de la rue en faisaient partie. Ce groupement avait son local au café Chez Penne, au n° 90. Le groupe fut dissous en 1956.

## Galerie

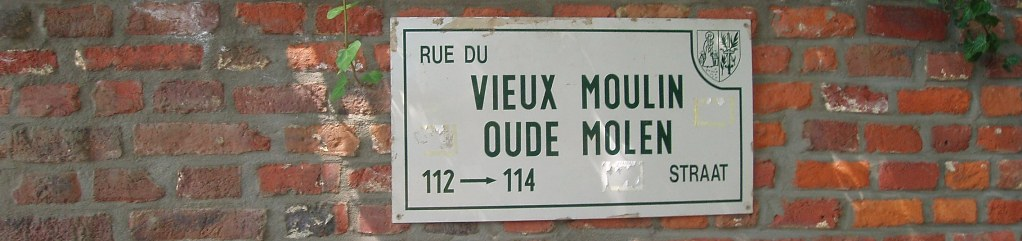
La plaque de la rue
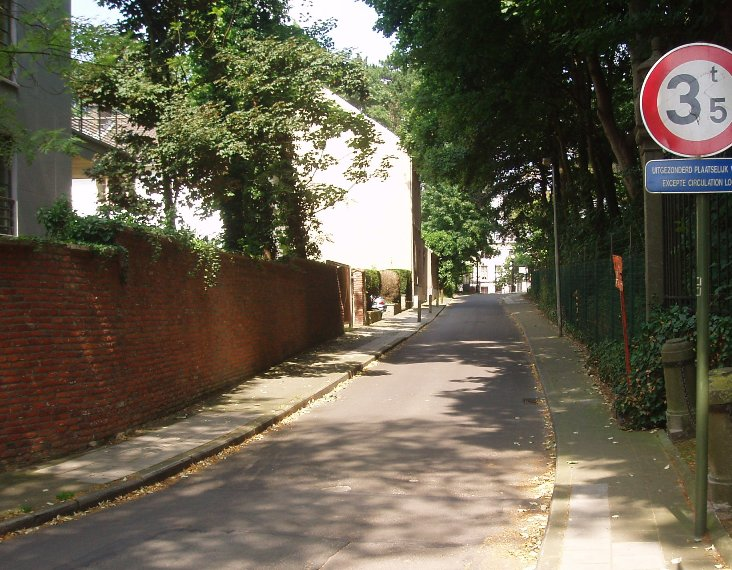
La partie de la rue du Vieux Moulin donnant sur le Château de Val Duchesse